# 和平路線圖
和平路线图（希伯来语：מפת הדרכי Mapa had'rakhim，阿拉伯语：خارطة طريق السلام ，Khāriṭa ṭarīq as-salāmu）是中東問題有關四方（美国、欧洲联盟、俄罗斯和联合国）提出的解决以巴冲突的计划。该计划最初由美国外交官唐纳德·布洛姆起草，美国总统乔治·W·布什在2002年6月24日的一次演讲中首次提出，他在演讲中呼吁建立一个独立的巴勒斯坦国，与以色列和平共处 。2002年11月14日，布什政府公布和平路線圖草案。2003年4月30日公布了最终文本。该进程在第一阶段初期就陷入了僵局，故而该计划从未得到执行。